# تیم اینسکیپ
تیم اینسکیپ (انگلیسی: Tim Inskip؛ ۱۷ سپتامبر ۱۸۸۵ – ۲۳ نوامبر ۱۹۷۱) فرد نظامی اهل بریتانیا بود. وی همچنین برندهٔ جوایزی همچون صلیب نظامی شده‌است.